# 第129师团 (日本陆军)
第129师团（第129師団）是大日本帝國陸軍师团之一。

## 沿革
太平洋战争后期的1945年（昭和20年）4月，独立混成第19旅团（参加豫湘桂会战、粤漢作战之后驻屯于华南地区）一分为二并以此为基础，改编成第129师团和第130师团。
第129师团編成後，被纳入第23軍的指揮下，广州近郊展開以防备盟軍軍在中國南部登陆，盟軍未在中国南部登陆，遂駐守於广州近郊的淡水直到二戰結束。

## 师团概要

### 师团長
- 鵜沢尚信 中将：1945年（昭和20年）4月15日 - 終战

### 最終所属部隊
- 步兵第91旅团：谷肇少将
  - 独立步兵第98大隊：三野春季少佐
  - 独立步兵第278大隊：鶴見和典少佐
  - 独立步兵第279大隊：高井芳衛少佐
  - 独立步兵第280大隊：大神茂大尉
- 步兵第92旅团：平野儀一少将
  - 独立步兵第100大隊：山内又兵衛中佐
  - 独立步兵第588大隊：中西義英少佐
  - 独立步兵第589大隊：島村清次大尉
  - 独立步兵第590大隊：佐藤仁一郎大尉
- 第129师团火炮隊：土橋武男中佐
- 第129师团工兵隊：城户口準大尉
- 第129师团輜重隊：小西一夫大尉
- 第129师团通信隊：葛秀夫大尉
- 第129师团兵器勤務隊：中川忠雄大尉
- 第129师团野战医院：清河宗吉軍医少佐
- 第129师团病馬廠：中田竹三郎兽医大尉
- 第129师团防疫給水部：岩崎与五郎軍医少佐